# Klisura Rače
Pour les articles homonymes, voir Rača.
Klisura Rače (en serbe cyrillique : Клисура Раче ; en français : la gorge de la Rača), est une réserve naturelle située à l'ouest de la Serbie, dans les monts Tara, sur le territoire de la municipalité de Bajina Bašta. Elle a été créée le 1er janvier 1996.

## Géographie
La réserve naturelle de Klisura Rače est située sur la rive droite de la Drina, dans les monts Tara. Elle couvre une superficie de 3,81 km2.

## Flore et faune
La gorge de la Rača abrite une importante population d'ours.